# Mimetus testaceus
Mimetus testaceus är en spindelart som beskrevs av Takeo Yaginuma 1960. Mimetus testaceus ingår i släktet Mimetus och familjen kaparspindlar. Inga underarter finns listade i Catalogue of Life.